# Les Grands Boulevards
Les Grands Boulevards (Nederlands: De grote boulevards), is een olieverfschilderij van de Franse impressionistische kunstschilder Pierre-Auguste Renoir, gemaakt in 1875, 52,1 × 63,5 centimeter groot. Het toont een levendig straattafereel in het nieuwe Parijs, na de renovaties door Baron Haussmann. Het werk bevindt zich momenteel in de collectie van het Philadelphia Museum of Art.

## Context
Tussen 1853 en 1870 herbouwde Baron Haussmann in opdracht van Napoleon III de toen nog goeddeels Middeleeuwse binnenstad van Parijs, met zijn talloze steegjes, tot een moderne stad, met brede, rechte, met groen omzoomde boulevards en monumentale gebouwen van meerdere verdiepingen, met balkons. Het nieuwe Parijs uit de jaren na 1870 werd vereeuwigd door diverse impressionistische kunstschilders, waaronder Claude Monet, Camille Pissarro en Gustave Caillebotte. Ook Renoir schilderde de stad, maar had een hekel aan de symmetrie en uniformiteit van de enorme boulevards, die hij militaristisch noemde. In Les Grands Boulevards weerspiegelt zich dat in de nadruk op de winkelende en flanerende figuren, terwijl de gebouwen op de achtergrond vervaagd worden weergegeven. Het sociale prevaleert.

## Afbeelding
Les Grands Boulevards is een schilderij boordevol details, die uitnodigen tot langdurige bestudering. Tussen de bomen en de typisch Parijse straatlantaarns ("lampadaires") aan weerskanten van de straat wordt een beeld geschetst van de kwieke blijmoedigheid, het verleidelijke en vooral ook de mobiliteit van het leven in de moderne stad, en meteen ook van haar gevaren. Mannen konden alleen over straat gaan, flanerend, maar vrouwen alleen onder begeleiding of anders met zijn tweetjes, onder het nieuwe excuus dat men "ging winkelen".
Links vooraan zit een heer op een bankje de krant te lezen. Iets naar achteren, rechts naast de lantaarnpaal, staat een man met twee dames te kletsen. Wat meer naar rechts zijn twee mannen met elkaar in gesprek, terwijl hun ogen afdwalen naar een elegante vrouw die met haar twee kinderen staat te wachten om de weg over te steken. Haar jurk heeft een opvallende rode strik, met bijpassende hoed en ook haar kinderen gaan modieus gekleed, met beiden een hoedje. Met haar parasol in de ene hand en haar dochtertje aan de andere, wacht de vrouw tot ze kan oversteken naar de winkels. Ze moet echter wachten op een voorbijrazend rijtuig met een chic gekleed echtpaar, waarmee Renoir toen reeds de gevaren van de drukte van het verkeer onderstreepte. Ook verderop komt nog een koetsje aan. Rechts van het voorste rijtuig zien we een nonnetje gevaarlijk dichtbij aan de weg staan, alsof ze zich ongemakkelijk voelt in het gedrang.
Renoir schetst vooral een vrolijke levendigheid van de moderne grote stad, als een lofzang op het moderne leven, zonder verheerlijking van Haussmanns monumentale stadsarchitectuur. Daarbij heeft hij als gebruikelijk in zijn oeuvre uit jaren 1870, bijzonder veel aandacht voor de effecten van een heldere lichtinval, die de drukke vrolijkheid van een zonnige namiddag moeten onderstrepen. De losse, schetsmatige schildertrant en de heldere kleuren, vaak aangebracht in dikke dotten verf, is typerend voor het toen zich op een hoogtepunt bevindende impressionisme.